# Legendarni biskupi poznańscy
Legendarni biskupi poznańscy – dziesięciu wymienionych przez Jana Długosza biskupów poznańskich w XI i XII wieku, których istnienie nie jest jednak udokumentowane w źródłach współczesnych.

## Lista Długosza
Według Długosza, po śmierci Jordana w 1001 roku (w rzeczywistości zmarł ok. 982-984) biskupami poznańskimi byli:
- Tymoteusz (1002 do 1020), Włoch z pochodzenia, z rzymskiej arystokratycznej rodziny Colonna, mianowany przez papieża Benedykta VII[1]
- Paulin (1021 do 1035), Włoch, kanonik bazyliki watykańskiej, mianowany przez Bonifacego VII[2]
- Benedykt (1037 do 1048), Włoch z Neapolu, mianowany przez Benedykta VIII[3], zmarł 10 grudnia[4] 1048
- Marcelin (1048 do 1065), Włoch z rzymskiej rodziny arystokratycznej, mianowany przez papieża Jana XX[5]
- Teodor (1065 do 1088), Włoch naznaczony przez papieża Mikołaja II[6]
- Dionizy (1088 do 1106), Włoch, mianowany przez Urbana II (1088–1099) wbrew woli kapituły poznańskiej i księcia Władysława Hermana.
- Wawrzyniec (1106 do 1127), prepozyt poznański, pierwszy Polak na stanowisku biskupa poznańskiego
- Marcin (1127 do 1147), Polak, dziekan poznański

Długosz nie zna dobrze udokumentowanego biskupa Ungera (zm. 1012), bezpośredniego następcy Jordana.
Ponadto w latach 1175–77, po bez wątpienia historycznych biskupach Bogufale, Peanie, Stefanie, Radwanie i Bernardzie Długosz wymienia dwóch, których istnienie jest także nieudokumentowane źródłowo:
- Świętosław (1175/76), szlachcic herbu Jastrzębiec, prepozyt poznański i kanonik gnieźnieński
- Gerward (1176/77), szlachcic herbu Leszczyc, kustosz i kanonik poznański.

Na koniec wreszcie Długosz wymienia biskupa Filipa, urzędującego jakoby w latach 1196 do 1209.

## Historyczność postaci
Żaden z powyższych biskupów nie jest wymieniony w autentycznym dokumencie, o żadnym z nich nie wspominają roczniki, kroniki czy inne źródła współczesne. Twierdzenia Długosza, iż nominacji tych dokonywali bezpośrednio papieże, nie odpowiadają praktyce XI i XII wieku, zgodnie z którą biskupów mianowali monarchowie, a papież co najwyżej zatwierdzał, o czym wyraźnie mówi Gall Anonim w swojej Kronice. Co więcej, imiona papieży, którzy mieli mianować poszczególnych poznańskich ordynariuszy, nie odpowiadają imionom papieży faktycznie zasiadających wówczas na Stolicy Apostolskiej. Ponadto, na przestrzeni XI i XII wieku zidentyfikowano w źródłach kilku innych polskich biskupów, którzy wedle wszelkiego prawdopodobieństwa byli biskupami poznańskimi (m.in. wspomniani przez Galla biskupi Franko i Paweł). Z tego względu przyjmuje się, że co najmniej pierwszych sześciu „długoszowych” biskupów (wszyscy włoskiego pochodzenia) to postacie fikcyjne.
Nie ma natomiast zgody co do historyczności dwóch biskupów polskiego pochodzenia, Wawrzyńca i Marcina. Zdaniem Stanisława Karwowskiego, wybór pierwszego Polaka na ordynariusza poznańskiego był faktem tak doniosłym, że informacja o tym musiała przechować się w tradycji miejscowego kościoła i z tego względu skłania się ku uznaniu historyczności Wawrzyńca, mimo braku dowodów ze źródeł współczesnych. Odmienne zdanie wyrażali Wojciech Kętrzyński oraz historyk poznańskiej archidiecezji J. Nowacki.
Jeszcze bardziej skomplikowana jest sprawa historyczności biskupa Marcina. Istnieje bowiem dokument datowany na 23 kwietnia 1145, który wymienia Marcina jako biskupa poznańskiego. Dokument ten wprawdzie został zidentyfikowany jako XIII-wieczne fałszerstwo, nie jest jednak wykluczone, że fałszerz opierał się na prawdziwych danych z I połowy XII wieku.
Co do Świętosława i Gerwarda, można stwierdzić jedynie tyle, że teoretycznie jest dla nich miejsce w katalogu biskupów poznańskich, gdyż dokument biskupa Benedykta z 1192 nazywa biskupa Radwana (1164-1172) jego „piątym poprzednikiem” dosłownie quintus ante nos), podczas gdy pomiędzy Radwanem a Benedyktem udokumentowanych ponad wszelką wątpliwość jest jedynie dwóch biskupów” Cherubin (1172-1180) i Arnold (1180-1186). Przeciwko ich historyczności przemawia jednak spisana wprawdzie w XVI wieku, ale niewątpliwie oparta na wcześniejszych źródłach Relacja o założeniu opactwa w Koprzywnicy, która stwierdza, że opat Piotr, późniejszy arcybiskup gnieźnieński (udokumentowany 1191-1198), był wpierw przez krótki czas biskupem poznańskim. Ponadto określenie quintus ante nos w średniowiecznej łacinie prawdopodobnie znaczyło nie tyle piąty przed nami, co raczej piąty licząc od nas. Oznaczałoby, że w rzeczywistości Radwan był nie piątym, lecz czwartym poprzednikiem Benedykta, zatem faktycznie nie byłoby miejsca dla Świętosława i Gerwarda.
Istnienie biskupa Filipa jest przyjmowane przez część historyków. Miał on rzekomo urzędować przez kilka tygodni na początku 1211 roku, po śmierci Arnolda (zm. 15 stycznia 1211), a przed wyborem Pawła (przed 11 kwietnia 1211). Świadczyć miała o tym bulla papieża Innocentego III z 17 lipca 1211, wymieniająca niedawno zmarłego biskupa poznańskiego Filipa. Jednakże w rzeczywistości w oryginalnym tekście tej bulli imię zmarłego biskupa nie było wymienione, a dopiero na późniejszych kopiach uzupełniono je w oparciu o przekaz Długosza. Najprawdopodobniej jednak wzmianka o zmarłym biskupie odnosi się do Arnolda.